# ホルミア (小惑星)
ホルミア (378 Holmia) は小惑星帯の標準的な小惑星である。
フランスの天文学者、オーギュスト・シャルロワによってニースで発見され、ストックホルムの旧名にちなんで命名された。